# Shahrestān-e Kalāleh
Shahrestān-e Kalāleh (persiska: شهرستان كلاله, كلاله) är en delprovins (shahrestan) i Iran.   Den ligger i provinsen Golestan, i den norra delen av landet, 400 km nordost om huvudstaden Teheran.
Delprovinsen hade 117 319 invånare 2016.